# 角马
牛羚（学名：Connochaetes）是一种生活在非洲草原上的大型羚羊。在生物分类学上，它指的是属于牛科的狷羚亚科的角马属。
角马属有两种，白尾角马和斑纹角马。

## 外形特征
角马的头粗大而且肩宽，很像水牛；后部纤细，比较像马；颈部有黑色鬣毛。全身有长毛，光滑并有短的斑纹。全身从蓝灰到暗褐色，有黑色的脸、尾巴、胡须和斑纹，颜色也因亚种、性别和季节的不同而有所变化。角马有飘垂的鬃鬚，长而成簇的尾，雌雄两性都有弯角，雄性的又宽又厚，非常光滑，一般雄性角长55~80cm，雌性角长45~63cm，角马由此得名。雄性角马重200~274kg，高125~145cm，雌性角马重168~233kg，高115~142cm。
- 斑纹角马
- 白尾角马

## 分布
角马主要分布于非洲中部和东南部，从肯尼亚南部到南非、从莫桑比克到纳米比亚再到安哥拉南部都有；几乎所有的国家公园都有角马，因为他们对环境的适应能力非常强。在非洲的热带大草原上黑尾角马的数量最多。在肯尼亚，也有胡须白色的角马，称为white-bearded gnu。
角马好群居，雨季结成小群活动；旱季合成大群；雌性组成的群体一般都很小，平均约八只母角马及少年公角马和幼角马。在同一区域通常共有2-25只角马，分几个小群活动。当草源充足时，7英亩的牧场就足够一群角马生活了。它们在清晨和午后活动。
角马主要以草为食，也吃些多汁的植物，寿命约15到20年。